# Гимназија Крањ
Гимназија Крањ (словен. Gimnazija Kranj) је једина општа гимназија у Крању.
Гимназија је позната по томе да је прва гимназија у Словенији у којој се словеначки језик користио као наставни језик. Зграда данашње гимназије стоји у новом пословном делу Крања у Корошкој цести. На западној старни јој се налази Словенски трг, јужно лежи Хотел Цреина. Северно од трга стоји зграда општине Крањ. Данас је крањска гимназија једна од највећјих словеначких гимназија. Гимназија располаже са 33 учионица, три сале за физичко, салом за конфреренчне састанке и вишнаменском простору. Школу похађа 1012 ученика који су раздељени у 34 разреда.

## Историја Гимназије Крањ
- основана је 10. 8. 1810. године, радила је у парохији
- 18. 11. 1812. промењена у примарну школу,
- 12. 9. 1861. основана класична нижа гимназија
- 1870. настане нижа реална гимназија с словенчким као наставним језиком
- 21. 7. 1894. постаје потпуна класична гимназија
- 27. 4. 1896. почетак градње данашње гимназиске зграде
- 18. 9. 1897. свечано отварње нове гимназије
- 1903. се дозидава северни тракт
- 27. 4. 1941. За време окпупације Југославије од стране Трећег рајха забрањује се рад гимназије
- 1979. дограђен наставак на западној страни
- 1981.-1982. саграђене учионице за природне науке и нова кухиња
- 1986.-1990. потпуна обнова и реновирање гимназије

## Познати бивши ученици Гимназије Крањ
- Аленка Кејжар - пливачица
- Тадеј Ваљавец - бициклиста